# Iligan
Iligan is een stad in het noorden van het zuidelijke Filipijnse eiland Mindanao. De stad is sinds 1983 geclassificeerd als een zogenaamde Highly Urbanized City en maakt als zodanig geen deel uit van een provincie. Tot die tijd was Iligan de hoofdstad van Lanao del Norte. Bij de laatste census in 2007 had de stad ruim 308.000 inwoners.

## Geografie

### Bestuurlijke indeling
Iligan is onderverdeeld in de volgende 44 barangays:
| - Abuno - Acmac - Bagong Silang - Bonbonon - Bunawan - Buru-un - Dalipuga - Del Carmen - Digkilaan - Ditucalan - Dulag - Hinaplanon - Hindang - Kabacsanan - Kalilangan | - Kiwalan - Lanipao - Luinab - Ma. Cristina - Mahayahay - Mainit - Mandulog - Pala-o - Panoroganan - Poblacion - Puga-an - Rogongon - San Miguel - San Roque - Santiago | - Saray - Sta. Elena - Sta. Filomena - Sto. Rosario - Suarez - Tambacan - Tibanga - Tipanoy - Tomas Cabili - Tubod - Ubaldo Laya - Upper Hinaplanon - Upper Tominobo - Villaverde |

## Demografie
Iligan had bij de census van 2007 een inwoneraantal van 308.046 mensen. Dit zijn 22.985 mensen (8,1%) meer dan bij de vorige census van 2000. De gemiddelde jaarlijkse groei komt daarmee uit op 1,08%, hetgeen lager is dan het landelijk jaarlijks gemiddelde over deze periode (2,04%). Vergeleken met de census van 1995 is het aantal mensen met 35.042 (12,8%) toegenomen.

De bevolkingsdichtheid van Iligan was ten tijde van de laatste census, met 308.046 inwoners op 813,37 km², 378,7 mensen per km².

## Geboren in Iligan
- Tomas Cabili (7 maart 1903), journalist en politicus (overleden 1957).
- Eva Macapagal (1 november 1915), first lady van de Filipijnen van 1961 tot 1965 en moeder van Gloria Macapagal-Arroyo (overleden 1999).